# Япония на летней Универсиаде 1959
Япония на первой летней Универсиаде в Турине (Италия) заняла 9-е место в общекомандном медальном зачёте, завоевав 7 медалей (2 золотых, 2 серебряных, 3 бронзовых). Чемпионами Универсиады стали Нориаки Ясуда (лёгкая атлетика, мужчины, прыжки с шестом) и Хана / Масао Нагасаки (теннис, парный разряд).

## Медалисты

### Золото
| Золото |                       |                                            |
| №      | Спортсмены            | Вид спорта (дисциплина)                    |
| 1      | Нориаки Ясуда         | Лёгкая атлетика (мужчины, прыжки с шестом) |
| 2      | Хана / Масао Нагасаки | Теннис (мужчины, парный разряд)            |

### Серебро
| Серебро |                 |                                               |
| №       | Спортсмены      | Вид спорта (дисциплина)                       |
| 1       | Сабуро Йокомицо | Лёгкая атлетика (мужчины, бег на 5000 метров) |
| 2       | Кодзи Сакураи   | Лёгкая атлетика (мужчины, тройной прыжок)     |

### Бронза
| Бронза |                  |                                               |
| №      | Спортсмены       | Вид спорта (дисциплина)                       |
| 1      | Куниаки Ватанабэ | Лёгкая атлетика (мужчины, бег на 800 метров)  |
| 2      | Куниаки Ватанабэ | Лёгкая атлетика (мужчины, бег на 1500 метров) |
| 3      | Хироси Сибата    | Лёгкая атлетика (мужчины, тройной прыжок)     |